# Hybometopia starcki
Hybometopia starcki (лат.) — вид жесткокрылых из семейства усачей (Cerambycidae).

## Распространение
Распространён на Кавказе и в северо-восточной Турции, в России (Краснодарский край, г. Щетка, Красная Поляна).

## Описание
Жук длиной от 5 до 12 мм. Время лёта с февраля по июнь. Вид был впервые описан в 1889 году австрийским энтомологом Людвигом Ганглбауером (Ludwig Ganglbauer, 1856—1912).
Ранее род Hybometopia включали в трибу Saphanini (Aurivillius, 1912; Plavilstshikov, 1940), ошибочность такой точки зрения была показана Мамаевым и Данилевским (1973). Роды Axinopalpis и Hybometopia были включены в трибу Callidiopini Лобановым с соавторами (1981), но более вероятно, что бескрылые Hybometopia заслуживают выделения в отдельную новую трибу.
Выделяют два подвида:
- Hybometopia starcki ivani Sama, 1996
- Hybometopia starcki starcki Ganglbauer, 1889

## Развитие
Жизненный цикл длится два года. Полифаг, кормовыми растениями служат различные виды разлагающихся растений, в том числе обнаружен в мёртвых ветвях каштана посевного (Castanea sativa) (из семейства Буковые).